# Plosca
Plosca is een Roemeense gemeente in het district Teleorman.
Plosca telt 6558 inwoners.